# Hitpig!
Hitpig! är en animerad komedi- och familjefilm skapat av Aniventure. Filmen är baserad på barnboken Pete and Pickles och hade biopremiär den 1 november 2024. Tanken var från början att filmen skulle ha gjorts av Dreamworks Animation 2016, tills Aniventure fick rättigheterna. I filmen medverkar bland annat Jason Sudeikis, Lilly Singh, RuPaul, Charlie Adler och Hannah Gadsby.